# Kraid
Kraid (en japonés: クレイド, Kureido) es un monstruo reptil gigante extraterrestre de la saga Metroid de Nintendo. Es miembro del alto mando de los Piratas Espaciales y jefe dueño de Brinstar en el planeta Zebes. De aspecto gordo y robusto, estrechamente parecido con el monstruo japonés de nombre Kaiju, es uno de los enemigos más grande a los que se ha enfrentado Samus Aran. La principal arma de Kraid es lanzar proyectiles a través de su propia barriga.
La primera aparición de Kraid fue en el juego original de Metroid para el NES, de ahí ha seguido en Super Metroid para el SNES y en Metroid Zero Mission para el Game Boy Advance. Junto con Ridley, es uno de los jefes principales de la Metroid.

## Apariciones

### Metroid
En el original Metroid, Kraid era el jefe de Brinstar. Makoto Kano creó al personaje. Junto con Ridley, era uno de los jefes encargados de proteger a Mother Brain. En esta versión se le notaba, sin embargo, mucho más pequeño que las posteriores secuelas. Debido a las limitaciones de la época, no presentaba mucho color ni detalle. A primera vista parecía tenía solo dos ojos, pero fijándose bien se notaba el tercero en medio de la cabeza lo que le daba más bien el aspecto de un pequeño cuerno.

### Super Metroid
En esta versión de Super Metroid, Kraid presentaba una versión mucho más detallada, además de ya presentar su descomunal tamaño, que podría aparecer completo en dos pantallas verticales. Antes del encuentro hay dos Kraids, al principio uno falso, al que Samus tenía que vencer antes de luchar con el verdadero. En realidad no había mucha diferencia entre ambos. Aquí también todo su cuerpo era inmune a los ataques, excepto su boca, a la que había que disparar después de darle en su ojo central con muchos misiles o tiros recargados para vencerlo. Los rugidos de Kraid son los mismos que Godzilla.

### Metroid Zero Mission
La última aparición de Kraid en Metroid Zero Mission, para Game Boy Advance. En esta versión Kraid se parece mucho a como apareció en Super Metroid. La diferencia más importante es que aparece por completo, lo que obliga al jugador a subirse a unos muros para poder llegar a dispararle a su boca. En su estómago tiene varios agujeros por donde lanza los clásicos misiles, además ahora también puede lanzar sus garras como armas arrojadizas. A cada buen disparo poco a poco va a ir cambiando de color al rojo, lo que indica que se aproxima la hora de su destrucción. El aspecto de Kraid fue radicalmente alterado para la versión final del juego, pues antes ya tenía planteado otro aspecto.

### Otros juegos
- Ridley aparece en Nintendo Land dentro del minijuego Combate Metroid.[14]
- En Super Smash Bros. Melee y Super Smash Bros. Ultimate, Kraid hace una aparición en el escenario "Abismo de Brinstar".[15] También es un trofeo y sticker en la serie Super Smash Bros.
- Kraid fue originalmente planeado para hacer una aparición en Metroid Prime, y fue creado y modelado por Gene Kohler para el mismo. Sin embargo, la falta de tiempo obligó a los programadores a que este personaje fuera desechado en la versión final del juego.[16][17] Jack Mathews, ingeniero técnico de los primeros tres juegos de Metroid Prime dijo que "no había forma de que funcionara en el tiempo que teníamos. Creo que el Pirata Omega tomó su lugar".[18]

### Otros medios
Kraid apareció en el manga Metroid Volumen 2. También se muestra en el cómic y serie de Capitán N: The Game Master.